# BP (年代測定)
BP（ビーピー）は、年代測定で年代を表す指標。Before Present の略に由来し、文字通り「現在から何年前」を表すこともある。しかし、14C年代では、1950年を基点とするなど特別な意味を持つ。そのため、Before Present ではなく Before Physics の略であると説明されることもある。
BP 1000 のように、BPの後に年数をつけて表す。BCと同様、数字が増えるほど過去にさかのぼる。

## 14C年代のBP
14C年代測定では、半減期を5568年とし、キャリブレーションをせずに出した年代を、1950年を基点 (BP 0) とするように換算した年代をBPで表す。他のBPと区別するために 14C BP と表すこともある。
1950年を基点とするのは、14C年代測定法が1949年～1950年に確立されたからである。また、1952年に始まる水爆実験により大気中に大量の14Cが生成され、それ以降の資料に対し14C年代が測定不可能になったため、1950年より新しい資料を測定しようとして値がマイナスになるといった心配もない。
14Cの半減期は、現在では正確な値が5730年と判明しているが、過去の研究でのBP年代との比較を容易にするため、BP年代には5568年が今も使われている。キャリブレーションもしていないので、BP年代はそのままでは暦年代と対応付けることができない。たとえば、「BP 1000 は西暦1950年の1000年前の西暦950年」というのは厳密に言えば誤りである。
ただし、BP年代から単純計算した西暦年を 14C AD や 14C BC で表すことがある。たとえば、BP 1000 は 14C AD 950 と表すことができる。
キャリブレーションをした年代は、cal BP で表す。キャリブレーションには、半減期の補正と、14C生成量の変動の補正が含まれる。1950年が基点なのはそのままである。cal BP年代は、測定誤差に起因する無バイアスの誤差はあるものの、暦年代と対応付けることができる。

## その他のBP
半減期やキャリブレーションについて特別な扱いが定められているのは14C年代のみで、他の年代測定では特に取り決めはなく、暦年代に一致するようにBPが表される。14C年代の cal BP に近い用法である。ただし、基点をどうするかは分野により異なる。
考古学・地質学（主に放射年代測定）では、14C年代に限らず、1950年を基点とする。
生物学（分子時計）、言語学（言語年代学）などでは、BPを文字どおり「現在から何年前」の意味で使うことが多い。
どちらにせよ、数千年以上の年代を扱う場合には違いが問題になることは少ない。